# یک بسته سیگار در تبعید
یک بسته سیگار در تبعید دومین مجموعه شعر غلامرضا بروسان است که به عنوان برگزیده اولین دوره جایزه شعر خبرنگاران معرفی شده است.

## معرفی
غلامرضا بروسان پس از چاپ کتاب نه‌چندان موفق احتمال پرنده را گیج می‌کند با مجموعه‌شعر دومش یک بسته سیگار در تبعید، توانست توجه منتقدان ادبی، جوایز شعر و همچنین مخاطبان ادبیات را به خود جلب کند. او در گفتگویی دربارهٔ چاپ این مجموعه گفت: «برای کتاب یک بسته سیگار در تبعید مجوز گرفتم و خودم به صورت زیراکس چاپش کردم. تقریباً همه مراحل چاپ کتاب را خودم شخصاً انجام دادم مثل کپی، برش کاغذها و همچنین تعداد زیادی را صحافی کردم و توانستم با مبلغ مناسبی کار را انجام دهم و یک روز هم به صورت خیلی اتفاقی در روزنامه‌ای که الان نامش یادم نیست، فراخوان جایزه شعر خبرنگاران را دیدم و همین‌طور باز هم خیلی اتفاقی کتاب را به همان آدرس فرستادم که بعد هم کتاب انتخاب شد.»
او این مجموعه را دارای شعرهایی کم و بیش عاطفی می‌داند که بعضی از آنها شاعر را یک رمانتیک کاملاً احساسی معرفی می‌کند. هرچند منتقدان اعتقاد دارند که این فضای رمانتیک، مدرن و قابل تعمیم به انسان‌های معاصر بوده‌است.

## ترجمه
این اثر به زبان‌های انگلیسی به قلم احمد پوری، آلمانی به همت علی عبدالهی و کردی هورامی توسط محمد آشنا عباس‌منش ترجمه و منتشر شده است. 
 این اثر تاکنون چندبار تجدید چاپ شده است. 

## جوایز
- کتاب یک بسته سیگار در تبعید در اولین دوره جایزه شعر خبرنگاران به عنوان برگزیده معرفی شد.[۸] داوری این رقابت را محمد هاشم اکبریانی، علیرضا بهرامی، سپیده جدیری، محمدحسین عابدی و پوریا گل‌محمدی  بر عهده داشتند.[۹]

## نقد و بررسی
میوه در گیاه رشد می‌کند و شعر در شاعر. این دو همدیگر را کامل می‌کنند. معمولاً شعر برای من با ترانه‌ای از راه می‌رسد و غالباً غمگین. چراکه شاعران ذات اندوهگین جهان‌اند تنها شاعران‌اند که از ماقبل تاریخ چیزهایی را به یاد می‌آورند هنوز در انبوهی درختان رفتار مرموز پرنده‌ای دیده می‌شود که آدمی را وامی‌دارد تا از درخت بالا رود. انسان وجود منتظری است. شاید در انتظار خیالی که هنوز بشود در آن غرق شد.

نامت از ساق‌هایم شروع می‌شود/
از دلم عبور می‌کند و دهانم را به آتش می‌کشد /
چطور می‌تواند مرگ از تو تنها گودالی را پر کند

- ساعد باقری هم در نقد و بررسی یک بسته سیگار در تبعید گفت: اولین‌بار کتابی از او با یک اسم عجیب و غریب به نام «یک بسته سیگار در تبعید» دیدم. اول بی‌اعتنا بودم و پیش خود گفتم این مجموعه هم از همان مجموعه‌های اطواری شاعران جوان است و با بی‌اعتنایی این کتاب را باز کردم؛ اما زمانی که سه سطر اول این کتاب را خواندم، علاقه‌مند شدم کتاب را با خود به خانه ببرم و دیدم که با یک شاعر بزرگ و یک انسان بزرگ طرف‌ام.[۱۲]
- شمس لنگرودی گفت: «شعر او یکی از پرجلوه‌ترین شعرهای نسل جدید بود که دارد راه به جای مناسب شعر فارسی باز می‌کند. غلامرضا بروسان شاعر مرگ‌اندیشی بود و یکی از دلایل مرگ‌اندیشی او رو به زندگی و مرگ پدرش دارد. در بسیاری از شعرها غلامرضا بروسان وقتی از مرگ و معصومیت از دست رفته کسی که حرف می‌زند. نگاه به پدرش دارد. مرگ‌اندیشی اگر در شعر برخی شاعران وجهی فلسفی داشته باشد، در شعر غلامرضا بروسان وجهی عینی و شهودی دارد که به مرگ پدرش و خودش بازمی‌گشت. اما کیفیت مرگ در شعر بروسان به زاری و ضجه تبدیل نمی‌شد به حزن در شعر بدل می‌شد که به خلوت مخاطب راه می‌برد و تکانش می‌دهد.»[۱۳]
- احمد پوری مترجم شعرهای غلامرضا بروسان به انگلیسی معتقد است: «شعر او بازی‌های زبانی کمی داشت و بیشتر به تصویر و معنا می‌پرداخت. من آن بخش از شعرهایش را ترجمه کردم که قابلیت ترجمهٔ بیشتری داشت. غلامرضا بروسان نیز مانند هر شاعر دیگری، شعرهایی داشت که کمتر قابل ترجمه بود، زیرا در آن‌ها از ظرافت‌های زبان فارسی استفاده کرده بود.»[۱۴]
- علیرضا بهرامی در نقد و بررسی این اثر شاعر گفت: «من دو مجموعهٔ شعر بروسان را دو بار خوانده‌ام و به این یقین رسیده‌ام که از دست دادن یک دوست به شدت بر او تأثیر روحی گذاشته‌است و ما این برون‌ریخت را از او داشته‌ایم. او مدیون عشق است و این صداقت شاعر است. این صداقت در شعر بروسان اتفاق افتاده است. آیا همه کسانی که داغی را دیده‌اند، شاعر شده‌اند؟ اگر حس شاعرانگی داشته باشند، شاید در آن‌ها هم اتفاق بیفتد. اما هوشمندی‌هایی در شعر غلامرضا بروسان بوده‌است و او در انتخاب واژگان موفق عمل می‌کند. زمانی که واژه‌ای را در شعر خود به کار می‌برد، در ما اثرگذار است. این اثرگذاری واژه‌هاست که در جمله‌ها این انتقال را صورت می‌دهد. بروسان در این جمله‌ها به زبانی حرف می‌زند که ما می‌فهمیم؛ اما زبان ساده در جمله‌بندی در کنار انتخاب واژگان و مفاهیمی است که کلیشه‌ای نیستند. غلامرضا بروسان در شعر خود کشف و شهود داشته، او در لایه‌های زیرین زندگی به کشف و شهود دست زده و همین است که می‌گویند شاعران مانند پیامبران هستند. شاعر در این شکافتن لایه‌ها، رابطهٔ میان مفاهیمی را که در هستی وجود دارد، کشف می‌کند و این کشف از نوع کشف فلاسفه نیست؛ بلکه بر مبنای زیبایی‌شناختی است. فکر می‌کنم شعر غلامرضا بروسان به شدت ترجمه‌پذیر است و پیشنهاد می‌کنم در این زمینه کوشش‌هایی بشود. حالا چرا این ترجمه پذیری وجود دارد؟ چون شاعر به یک زبان مشترک بشری حرف زده‌است. برای کسانی که در کشورهای مختلف زندگی می‌کنند، شعر او قابل درک است. در شعر او، تصویرسازی‌هایی از طریق تشبیه و تمثیل بکر و غیر الزام بومی بودن صورت می‌گیرد. این مفاهیم گاه انتزاعی است؛ اما بیش‌تر مواقع طبیعی است و می‌توان آن‌ها را درک کرد. این تمثیل و تشبیه‌ها سبب می‌شود این لذت منتقل شود و به همین نسبت، بازی زبانی هم نداشته باشد. این شعر ساده است و بازی زبانی و فرمی ندارد که در ترجمه قابل انتقال نباشد؛ شاید فرمی درونی دارد؛ اما به آن شکل فرم‌گرا نیست.»[۱۵]